# 발레리아 시안고티니
발레리아 시안고티니(Valeria Ciangottini, 1945년 8월 6일 ~ )는 이탈리아의 배우이다.

## 출연 작품
- 처벌 없는 속죄 (1981)
- 패밀리 다이어리 (1962)
- 돈 카밀로 고위 성직자 되다 (1961)